# Virgilio Fossati
Virgilio Fossati (Milão, 3 de janeiro de 1881 – 29 de junho de 1916) foi um futebolista e treinador de futebol italiano. Fossati foi o primeiro capitão (que, à época, também exercia a função de treinador) da Internazionale Milano, e foi o primeiro jogador da Inter a jogar pela Seleção Italiana de Futebol.
Fossati morreu em combate na Primeira Guerra Mundial.